# Val di Zoldo
Val di Zoldo é uma comuna italiana na província de Belluno na regão italiana do Vêneto.
Foi criada em 23 de fevereiro de 2016 da junção das comunes de Forno di Zoldo e Zoldo Alto.